# Yalarnnga
Yalarnnga är ett utdött australiskt språk. Yalarnnga talades i Queensland. Yalarnnga tillhörde de pama-nyunganska språken.